# Jesús Codina
Jesús Codina, né le 18 décembre 1938, à Ségovie, en Espagne et décédé le 19 juillet 1999, à Madrid, en Espagne, est un ancien joueur et entraîneur espagnol de basket-ball. Il évolue durant sa carrière au poste de meneur.

## Palmarès
- Coupe du Roi 1963, 1968
- Finaliste des Jeux méditerranéens de 1963